# 君のすべてに
「君のすべてに」（きみのすべてに）は、日本の音楽ユニット・Spontaniaの4thシングル（「Spontania feat. JUJU」名義）。2008年8月13日発売。

## 解説
- デビュー前からの友人であるJUJUを迎えた。男女の「すれ違い」をテーマにしたラブソング。
- ミュージック・ビデオには渡部豪太と清野優美が出演している。
- 2008年7月2日から先行配信され1週間でに15万ダウンロードを突破、8月29日で100万ダウンロードを突破した[2]。また、多数の着うたランキングとダウンロードランキングにて1位を獲得している。2008年9月時点で、音楽配信180万ダウンロードを記録[3]。12月末時点で280万ダウンロードを超えた[4]。
- Spontania、JUJU共に初のオリコンシングルチャートTOP10入りし、2008年8月29日にテレビ朝日系『ミュージックステーション』にも共に初出演する。
- 2008年11月26日、この曲のアンサーソングである「素直になれたら」を「JUJU feat. Spontania」名義で発売。切なく苦しい女性の気持ちを描いた曲となっている。両作品とも、フル配信でのミリオンを達成した。

## 収録曲
1. 君のすべてに
  - 作詞: Spontania、JUJU、Jeff Miyahara／作曲: Spontania、JUJU、Jeff Miyahara、RYLL／編曲: Jeff Miyahara、RYLL
  - 日本テレビ系『音楽戦士 MUSIC FIGHTER』7・8月度POWER PLAY
2. Fiesta
  - 作詞・作曲: Spontania、PASSER、Jeff Miyahara／編曲: Jeff Miyahara、PASSER
3. 君のすべてに（Inst）
4. Fiesta（Inst）